# Кінг-Вільям
Кінг-Вільям, або Острів Короля Вільяма (англ. King William Island; фр. Île du Roi-Guillaume; раніше: Земля короля Вільгельма (King William Land); інук. Qikiqtaq) — острів у Північному Льодовитому океані в складі Канадського Арктичного архіпелагу. П'ятнадцятий за розмірами острів у Канаді і шістдесят дев'ятий у світі.
Має площу 31 042 км², і належить території Канади Нунавут.
У 1830 на острів прибув англієць Джеймс Кларк Росс: він став першим європейцем-дослідником, що висадився на острів Короля Вільяма, який був названий на честь короля Вільяма IV правлячого монарха Сполученого Королівства Великої Британії та Ірландії; тоді Росс вважав, що це півострів. Деякі джерела приписують назву землі його дядькові Джону Россу. У 1834 Джордж Бак, ще один дослідник Арктики, спостерігав за її південним узбережжям із затоки Чантрей і зрештою визнав її островом.